# Paulo Osório
Paulo Roberto de Caldas Osório (Brasília, 1974) foi um brasileiro, assassino confesso de sua mãe, Neuza Maria Alves, e de seu filho, Bernardo da Silva Marques Osório, de 1 ano e 11 meses de idade. 
Em 1992, época do assassinato de sua mãe, Osório foi considerado inimputável (sem condições de responder pelo crime) por sofrer de esquizofrenia. Após cumprir dez anos de pena na ala de tratamento psiquiátrico do Complexo Penitenciário da Papuda, Osório foi solto.
Ele teve um filho, mas separou-se de sua companheira e mantinha uma disputa judicial pela guarda da criança. No dia 29 de novembro de 2019, no entanto, Osório sequestrou o próprio filho e o matou com uma overdose de medicamentos para insônia. No dia 11 de abril de 2020, Paulo suicidou-se em sua cela. Segundo informações da Subsecretaria do Sistema Penitenciário (Sesipe), ele estava detido em uma cela do Presídio do DF I (PDFI) e aproveitou uma troca de turnos entre policiais penais para tirar as calças, fazer um nó e se enforcar amarrando a vestimenta em uma barra no teto da unidade.
Socorristas do Serviço de Atendimento Móvel de Urgência (Samu) chegaram a tentar reanimá-lo, mas ele não resistiu e morreu ainda no local. 

## Assassinatos

### Neuza Maria Alves
Paulo Osório matou a própria mãe, Neuza Maria Alves, então com 45 anos de idade, em 1992. O então jovem de 18 anos esfaqueou-a cinco vezes, asfixiou-a com um fio de náilon e colocou fogo no corpo. Por conta deste crime, ele ficou preso na ala de tratamento psiquiátrico do Centro de Internamento e Reeducação (CIR) do Complexo Penitenciário da Papuda por 10 anos e conseguiu a liberdade em 2004, ano em que a Justiça arquivou o processo.
Em 1996, ao ser questionado pelo jornalista José Rezende sobre o motivo de ter matado a mãe ele respondeu que foi por "medo". Na época do crime, Osório e seus pais estavam traumatizados com os diversos roubos que a casa da família vinha sofrendo e o jovem teria pensado ver um ladrão ao avistar a mãe chegando mais cedo em casa. Primeiro, Osório desferiu uma facada que atingiu os intestinos de sua mãe. Neuza ainda teve tempo de fazer um último pedido: "filho, não faz isso. Eu sou sua mãe". Osório foi considerado inimputável – sem condições de responder pelo assassinato – por sofrer de esquizofrenia.
A defesa de Osório tentou diminuir o tempo de encarceramento em 1997, quando entrou com habeas corpus alegando que "estaria ocorrendo desvio ou mesmo excesso da pena que lhe foi imposta". No entanto, o pedido foi negado pela 2ª Turma Criminal do Tribunal de Justiça do DF e dos Territórios. No documento, a Justiça considerou que "o paciente foi devidamente avaliado por peritos” e que "o laudo psiquiátrico se mostrou desfavoravelmente à cessação da periculosidade".

### Bernardo da Silva Marques Osório
Em 2005, três anos após deixar a prisão pelo assassinato da mãe, Osório passou no concurso público da Companhia do Metropolitano do Distrito Federal (Metrô-DF) para o cargo de agente de estação, após ser aprovado, inclusive, no exame psiquiátrico.
Ele conheceu uma mulher, com tem teve o seu primeiro e único filho, Bernardo da Silva Marques Osório, mas o casal se separou e disputava a guarda da criança a Justiça. Na noite do dia 29 de novembro de 2019, no entanto, Osório mandou mensagens agressivas de texto e de áudio para a mãe do menino. No mesmo dia, após buscar Bernardo na creche, Osório matou a criança, que tinha 1 ano e 11 meses, com uma overdose de comprimidos de um medicamento para insônia que foram diluídas em um suco de uva.
Osório então dirigiu até a cidade de Luís Eduardo Magalhães, na Bahia, a cerca de 500 quilômetros de Brasília, com Bernardo morto dentro do carro. Ele dormiu em um hotel e deixou o cadáver no veículo durante a noite. Quando amanheceu, Osório foi até a zona rural de Palmeiras, cidade da Chapada Diamantina. Após largar o corpo do filho com a cadeirinha, Osório seguiu viagem até Salvador, onde dormiu. Ele passou o domingo na capital baiana e depois foi para um hotel, em Alagoinhas, na região de Feira de Santana. Foi neste hotel que o servidor público foi preso por agentes da Divisão de Repressão a Sequestros (DRS), no dia 2 de dezembro. Trazido para Brasília, o homem confessou o crime.
A avó e a tia do bebê viajaram para a Bahia, mas não conseguiram fazer o reconhecimento. A avó disse que a roupa não era de Bernardo. Osório teria comprado roupas novas para o filho "para dificultar a identificação". Amostras genéticas do corpo foram trazidas para o DF e peritos do Instituto de Pesquisa de DNA Forense do DF (IPDNA) da Polícia Civil do Distrito Federal analisaram o material e confirmaram a identidade da criança.